# Andy Flower
Pour les articles homonymes, voir Flower.
Andrew Flower, dit Andy Flower, est un joueur de cricket et entraîneur zimbabwéen né le 28 avril 1968 au Cap, en Afrique du Sud. Gardien de guichet et batteur, il est souvent cité comme l'un des meilleurs joueurs de l'histoire de son pays.
Il dispute ses premières rencontre avec l'équipe du Zimbabwe en 1990, en même temps que son frère cadet Grant, et prend sa retraite internationale après la Coupe du monde 2003, au cours de laquelle, avec son coéquipier Henry Olonga, il proteste publiquement contre la politique du président Robert Mugabe.
Après avoir achevé sa carrière sportive en Angleterre, il devient entraîneur-adjoint de la sélection nationale anglaise en 2007, avant de succéder à Peter Moores en 2009 au poste d'entraîneur.

## Biographie

### Jeunesse
Andy Flower naît le 28 avril 1968 au Cap, en Afrique du Sud, dans une famille originaire de Rhodésie du Sud, futur Zimbabwe. Il est le troisième d'une famille de quatre enfants ; le dernier d'entre eux, Grant, est lui aussi un futur international zimbabwéen.
Enfant, Andy Flower participe à quelques matchs de cricket avec l'équipe de son école, en Afrique du Sud. Lorsqu'il a dix ans, sa famille s'installe définitivement en Rhodésie, à Salisbury, future Harare. Au cours de son éducation, il pratique le cricket mais aussi le tennis et le hockey sur gazon. Vers l'âge de quinze ans, il s'essaye au poste de gardien de guichet. Flower est un temps capitaine de l'équipe représentative des écoles du Zimbabwe. À 18 ans, il est sélectionné avec d'autres zimbabwéen pour affronter une équipe de jeunes joueurs représentative des « Indes occidentales ». Après ses études, il travaille pour l'Anglo American Corporation avant de partir jouer au cricket en Angleterre, dans des ligues locales, et aux Pays-Bas.

### Carrière de joueur
Alors qu'il joue avec une équipe néerlandaise, Andy Flower, comme son frère Grant, est sélectionné avec l'équipe du Zimbabwe pour participer au Trophée de l'ICC 1990, qui se tient justement aux Pays-Bas. Il y réussit 311 courses à la moyenne de 77,75. Le Zimbabwe remporte la compétition, une étape importante dans sa quête de l'obtention, auprès de l'International Cricket Council (ICC), du droit de disputer des test-matchs.
Il dispute son premier One-day International (ODI) officiel lors de la Coupe du monde 1992, disputée en Australie et en Nouvelle-Zélande, face au Sri Lanka. Il marque 115 courses au cours de la rencontre et devient à cette occasion le troisième joueur de l'histoire à réussir un century à ce niveau lors de ses débuts, mais ne peut empêcher la défaite de sa sélection.
Fin 2002, il dispute à Harare et contre l'Inde le premier test-match de l'histoire de l'équipe du Zimbabwe. Il devient capitaine de la sélection en 1993, et la mène en 1994 à sa première victoire en Test cricket, contre le Pakistan. Il devient l'un des meilleurs batteurs de sa génération et marque 540 runs lors d'une série de tests contre l'Inde en 2001. À cette époque, il est no 1 mondial en tant que batteur dans le classement déterminé par l'International Cricket Council. En septembre de la même année, il marque 142 et 199* lors d'un test contre l'Afrique du Sud. Cette performance précédera une baisse de son niveau.
Lors de la coupe du monde 2003, lui et son coéquipier Henry Olonga portent un brassard noir et émettent un communiqué dans lequel ils parlent de la « mort de la démocratie » au Zimbabwe. Menacé de perdre sa place en sélection s'il ne retire pas son attaque contre le régime du président Mugabe, il refuse et se retire du cricket international à l'issue de la compétition.
Il continue de jouer pour l'Essex County Cricket Club et dispute une saison en Australie avec les Southern Redbacks. Son frère Grant le rejoint dans l'équipe d'Essex en 2005, et ils deviennent la première paire de frères de cette équipe à marquer chacun un century dans le même innings d'un match de first-class cricket. Des blessures l'empêchent de jouer la saison anglaise de 2007 et il accepte le poste d'entraîneur adjoint de l'équipe d'Angleterre, mettant dans le même temps fin à sa carrière de joueur.
Il est le seul zimbabwéen à figurer dans le classement des meilleures évaluations de tous les temps pour les batteurs en Test cricket, classement dans lequel il est au 24e rang.

### Carrière d'entraîneur
Blessé, Andy Flower ne peut pas jouer la saison 2007 avec l'Essex. En mai de la même année, il est nommé entraîneur-adjoint de l'équipe d'Angleterre, en remplacement de Matthew Maynard. Il travaille avec Peter Moores, désigné entraîneur peu de temps auparavant. Flower met dans le même temps fin à sa carrière de joueur.
En janvier 2009, Moores est licencié en raison d'un conflit avec le capitaine de la sélection, Kevin Pietersen qui, lui, se voit retirer son rôle. Flower est nommé entraîneur par intérim, puis malgré une série perdue à l'extérieur contre l'équipe des Indes occidentales, est confirmé en avril à ce poste.
Sous sa conduite et celle d'Andrew Strauss (en), le capitaine avec qui il noue une relation privilégiée, les Anglais regagnent notamment les Ashes face aux Australiens à domicile en 2009, et conservent ce titre dans l'hémisphère sud en 2010-2011. En août 2011, l'Angleterre bat l'Inde au cours d'une série de quatre tests-matchs, et devient numéro 1 mondiale aux dépens de cette dernière dans cette forme de jeu.
Avec Flower a sa tête, l'Angleterre remporte le premier tournoi international de son histoire, l'ICC World Twenty20 en 2010. Malgré un échec en quart-de-finale de la Coupe du monde 2011, au début de cette année-là, son contrat est prolongé en mai.

## Équipes
- Mashonaland (1993 - 2003)
- Marylebone Cricket Club (1996 - 2005)
- Essex (2002 - 2006)
- Australie-Méridionale (2003 - 2004)

## Sélections
- 63 sélections en Test cricket (1992 - 2002)
  - 20 fois capitaine (1993 - 1996, 1999 - 2000), 1 victoire, 9 draws, 10 défaites
- 213 sélections en One-day International (1992- 2003)
  - 52 fois capitaine (1993 - 1996, 1999 - 2000), 12 victoires, 2 ties, 35 défaites

## Honneurs
- Un des cinq Wisden Cricketers of the Year désignés en 2002[11].
- Désigné Officier de l'Ordre de l'Empire britannique (OBE) à l'occasion de la Queen's Birthday Honours list du 11 juin 2011, pour services rendus à son sport[12].